# 坎迪約希鎮區 (北達科他州伯克縣)
坎迪約希鎮區（英語：Kandiyohi Township）是位於美國北達科他州伯克縣的一個鎮區。

## 地方資料
坎迪約希鎮區的面積為92.99平方千米，當中陸地面積為86.03平方千米，而水域面積為6.96平方千米。根據2010年美國人口普查的數據，當地共有人口39人，而人口密度為每平方千米0.42人。